# H+
H+（エイチプラス）は、日本のアダルトゲームブランド。

## 作品一覧
- 人妻ネットオークション
- つま恋。（2006年1月27日）
- 開発［生］
- Ani嫁だからっ!（2007年6月29日）